# Batallón de Aviación de Combate 601
El Batallón de Aviación de Combate 601 (B Av Comb 601) fue una unidad de aviación del Ejército Argentino con acuartelamiento en el Aeródromo Militar Campo de Mayo, provincia de Buenos Aires.

## Historia
Se creó en 1959 como Agrupación de Aviación de Ejército I.
En 1970, la unidad adoptó el nombre de «Batallón de Aviación de Ejército 601» con la incorporación de los primeros Bell UH-1H Iroquois. La unidad cambió su nombre por «Batallón de Aviación Aeromóvil 601» en 1973 y a «Batallón de Aviación de Combate 601» en 1975.
El 5 de enero de 1975, el avión DHC-6-200 Twin Otter AE-259 del Batallón de Aviación de Combate 601 se estrelló contra una ladera del cerro Ñuñorco Chico en la provincia de Tucumán. La totalidad de la tripulación y pasajeros murió en el accidente, entre los que se encontraban los comandantes del III Cuerpo de Ejército y la V Brigada de Infantería, generales Enrique Salgado y Ricardo Muñoz, respectivamente.
En 1975, el Batallón participó del Operativo Independencia, la que se desarrollaba en la provincia de Tucumán, en el marco de la lucha contra la guerrilla.
En 1978 se adquirieron nueve Aérospatiale SA330L Puma para transporte y asalto.
En el año 1980 el Ejército Argentino incorporó dos aparatos Boeing CH-47C Chinook, los cuales se encuadraron en la unidad 601.

### Guerra de las Malvinas
En abril de 1982 el Batallón desplegó en la isla Soledad con el Grupo de Helicópteros de Asalto 601. La Compañía de Helicópteros de Asalto A con SA330L y CH-47C desplegó en Pradera del Ganso y la Compañía de Helicópteros de Asalto B con UH-1H se estableció en el monte Kent. El Batallón de Aviación 601 tuvo que superar durante la guerra los inconvenientes más críticos, ejecutando misiones de transporte de tropas y logísticos en condiciones de máximo riesgo, como son la acción de armas británicas, la falta de protección aérea y no contarse adecuados medios de detección y para vuelo nocturno. La primera baja material se produjo el día 3 de abril, en el marco de la conquista de Grytviken (Islas Georgias del Sur), cuando un helicóptero Puma SA 330L fue derribado por disparos desde tierra; sin bajas en el personal que lo tripulaba. En esta misión se trasladaba a infantes de marina, produciéndose algunas bajas en dicho personal tras el derribo, pero finalmente cumpliendo el objetivo. 
El 9 de Mayo, tras haber sido atacado el pesquero Narwhal (el cual se hallaba en una misión de inteligencia), un helicóptero Puma fue enviado desde Puerto Argentino, con objetivo de rescatar la tripulación. Fue en esa situación que el destructor HMS Coventry (D-118) disparó un misil Sea Dart, que produjo la destrucción de la aeronave y el fallecimiento de los tres tripulantes.
Durante el desembarco inglés en San Carlos (N.O. de Isla Soledad) realizado el 21 de mayo, varias misiones de la aviación embarcada inglesa tuvieron lugar contra objetivos terrestres; se produjo un ataque aéreo a las 8 a. m., sobre el puesto de los helicópteros argentinos situados en Monte Kent. Fue destruido en tierra un helicóptero pesado Chinook y dañado gravemente un Puma (este último fue rematado el día 26 de mayo, con un ataque con bombas Beluga). Este ataque del 21 de mayo, lo realizaron los pilotos Mark Hare y Jerry Pook, ambos del Escuadron 1 de Caza. No hubo bajas argentinas.
Asimismo, durante el 21 de mayo se produjo una misión de rescate exitosa, en la que personal del Batallón de Aviación 601, a bordo de un helicóptero UH-1H (tripulación:Capitán Swensen y Cabo 1.º San Miguel) rescató un piloto naval (Teniente Arca), quien se había eyectado cercano a Puerto Argentino y había caído en el agua. Previo a eyectarse debido a los daños en su avión, tras haber sido averiado por un caza Sea Harrier, el Teniente Arca había logrado impactar con una bomba sobre el buque HMS Ardent (F-184), el cual se hundiria esa noche.
El 23 de mayo un grupo de cuatro helicópteros (1 Augusta y 3 Puma) partió de Puerto Argentino para recuperar a efectivos de la Compañía de Comandos 601 en Puerto Howard. Aviones Harrier (tenientes Morgan y Leeming, ambos del Escuadrón 800) interceptaron y derribaron a tres aeronaves. La única de ellas sobreviviente, rescató a los pilotos y arribó a Puerto Howard evadiendo a los aviones. El 26 de mayo, dicho helicóptero regresó a Puerto Argentino con los miembros de la Compañía 601 a bordo.
Durante la defensa de Darwin-Goose Green, personal del Regimiento 25 (una sección liderada por el Teniente 1.º Esteban) y una compañía del Regimiento 12,  fueron transportados desde Puerto Argentino hasta la zona de combate en helicópteros de Batallón 601, con fines de reforzar a los defensores que allí luchaban. El traslado se efectuó a las 7.30 a. m. (28 de mayo), desembarcando las tropas en Bodie Creek Bridge (aprox. 8 km S de Goose Green); dicho movimiento aéreo se efectuó prácticamente a ras del piso, para eludir la detección enemiga. Luego de esto, dos de los helicópteros (pilotos: Capitán Jorge Rodolfo Swensen y Teniente Marcelo Florio) descendieron en Goose Green bajo fuego enemigo y cargaron heridos, los cuales trasladaron a Puerto Argentino.
Con el fin de la guerra, varias aeronaves permanecieron en Puerto Argentino y fueron capturadas; en particular, del Batallón de Aviación 601 quedaron allí 2 Augustas, 9 UH-1H y un Chinook.  La unidad tuvo en la guerra un total de 3 muertos: Teniente 1° Roberto Fiorito, Ten. 1° J.C. Buschiazzo, Cabo 1° Raúl Dimotta; todos ellos durante la misión de rescate de los tripulantes del Narwhal. Adicionalmente, en operaciones en el continente, se produjo la pérdida de una aeronave (30 de abril); el 2 de mayo, los restos fueron hallados en Bahía Agüero por personal de Prefectura Naval de Caleta Olivia.